# متنزه بحيرات داريين الحكومية
تبلغ مساحة متنزّه بحيرات دارين الحكومي 1,845 أكر (7.47 كـم2) متنزّه الولاية في مقاطعة جينيسي الغربية، نيويورك ، بالقرب من مركز دارين. يقع مدخل المتنزّه على طريق هارلو، شمال طريق الولايات المتحدة رقم 20 .

## وصف المتنزّه
يحتوي المتنزّه على 154 موقعًا للتخييم، معظمها مزودة بوصلات كهربائية،  وتعمل بشكل أساسي كمخيم. هذا الجزء من المتنزّه مفتوح موسميا  ويستوعب في الغالب سيارات الرحلات ومقطورات التخييم، على الرغم من توفر التخييم بالخيام أيضًا.
إلى جانب المخيم، يوفر المتنزّه أيضًا شاطئًا على 12 أكر (4.9 ها) بحيرة هارلو، طاولات نزهة، ملعب، برامج ترفيهية، ممر طبيعي، رياضة المشي لمسافات طويلة وركوب الدراجات، ممر لجام، صيد الأسماك، التزلج الريفي على الثلج والتزلج على الجليد. يُسمح باللعبة الصغيرة الموسمية وصيد الغزلان مع التصريح المناسب.

## روابط خارجية
- New York State Parks: Darien Lakes State Park